# Facultad de Estudios Estadísticos (Universidad Complutense de Madrid)
La Facultad de Estudios Estadísticos de la Universidad Complutense de Madrid (UCM) se encuentra en el campus de Ciudad Universitaria entre el Palacio de La Moncloa y la Facultad de Veterinaria. En el año 2012, al igual que otras escuelas de la UCM, cambió su nombre. Hasta ese año era conocida como la Escuela Universitaria de Estadística. Su festividad patronal es el 26 de abril, San Isidoro de Sevilla.

## Estudios[14]

### Programas degrado
- Grado en Estadística Aplicada.
- Grado Ciencia de los Datos Aplicada

### Programas demáster
- Máster Universitario en Bioestadística.
- Máster Universitario en Minería de Datos e Inteligencia de Negocios.

### Programas dedoctorado
- Doctorado en Análisis de Datos (Data Science).

### Programas detítulo propiode la UCM
- Máster en Big Data y Business Analytics

### Colaboración en otros programas
- Máster Universitario en Investigación en Cuidados de la Salud.

## Departamentos[15]
- Departamento de Estadística y Ciencia de los Datos
- Sección Departamental de Análisis Matemático y Matemática Aplicada.
- Departamento de Economía Aplicada, Estructura e Historia
- Departamento de Economía Aplicada, Pública y Política
- Departamento de Estudios Ingleses: Lingüística y Literatura
- Departamento de Sistemas Informáticos y Computación
- Departamento de Sociología Aplicada
- Departamento de Organización de Empresas y Marketing

## Otros servicios y asociaciones[16]
- Asociación Baco.
- Delegación de estudiantes: es el órgano de intermediación entre los alumnos y los profesores de la facultad.
- Asociación "Juegos lúdicos Baco": se dedica a la organización de torneos de cartas, PS2, juegos de mesa y actividades de ocio.
- Club deportivo: tiene diferentes equipos deportivos tanto masculinos como femeninos.
- Import Coffee: asociación dedicada a la divulgación sobre Programación y Ciencia de datos.
- Cafetería.